# Aeroport de Milà-Linate
L'Aeroport de Milà-Linate "Enrico Forlanini" (codi IATA: LIN, codi OACI: LIML) (en italià: Aeroporto di Milano-Linate "Enrico Forlanini") és el segon aeroport més important que dona servei a Milà. Està localitzat a 7,8 km a l'est de la ciutat, dins la població de Peschiera Borromeo. L'aeroport va ser batejat amb el nom de Enrico Forlanini, pioner de l'aviació i inventor nascut a Milà.
L'Aeroport de Milà-Linate va gestionar 8.296.450 passatgers durant l'any 2010, convertint-se en el segon aeroport més transitat de Milà (després de Milà-Malpensa) i en el 47è més transitat d'Europa. És utilitzat per realitzar rutes domèstiques i de curt radi sense sortir d'Europa, tot i que també és operat per diferents aerolínies de baix cost.

## Aerolínies i destinacions
| Aerolínies                                    | Destinacions |
| --------------------------------------------- | --- |
| Aer Lingus                                    | Dublín |
| airBaltic                                     | Riga |
| Air France                                    | París-Charles de Gaulle |
| Air Malta                                     | Malta |
| Alitalia                                      | L'Alguer, Amsterdam, Barcelona, Bari, Bríndisi, Brussel·les, Bucarest-Henri Coandă, Càller, Catània, Crotona, Frankfurt, Lamezia Terme, Lampedusa, Londres-City, Londres-Heathrow, Madrid-Barajas, Nàpols, Palerm, Pantel·leria, París-Charles de Gaulle, París-Orly, Pescara, Reggio de Calàbria, Roma-Fiumicino, Trieste |
| Austrian Airlines operat per Tyrolean Airways | Viena |
| British Airways                               | Londres-Heathrow |
| Brussels Airlines                             | Brussel·les |
| Carpatair                                     | Bucarest-Henri Coandă |
| easyJet                                       | Londres-Gatwick, París-Orly |
| Iberia Airlines                               | Madrid-Barajas |
| KLM                                           | Amsterdam |
| Lufthansa                                     | Frankfurt |
| Meridiana                                     | Bari, Bríndisi, Càller, Catània, Nàpols, Olbia, Palerm |
| Scandinavian Airlines                         | Copenhaguen, Estocolm-Arlanda |
| TAP Portugal                                  | Lisboa |